# Torment: Tides of Numenera
Torment: Tides of Numenera è un videogioco di ruolo sviluppato da inXile Entertainment e pubblicato nel 2017 da Techland per Microsoft Windows, macOS, Linux, Xbox 360 e PlayStation 4. È il successore spirituale di Planescape: Torment del 1999.
Il gioco si svolge nel Nono Mondo, un'ambientazione fantasy creata da Monte Cook per il gioco di ruolo Numenera. Torment: Tides of Numenera, come il suo predecessore, è un gioco orientato allo svolgersi della storia che pone particolare enfasi nell'interazione con il mondo ed i personaggi, mentre il combattimento e l'accumulo di oggetti sono rilegati ad un ruolo secondario.
Torment: Tides of Numenera utilizza il motore grafico Unity.
Il gioco è stato finanziato su Kickstarter, raccogliendo oltre 4 milioni di dollari.